# Бури (мифология)

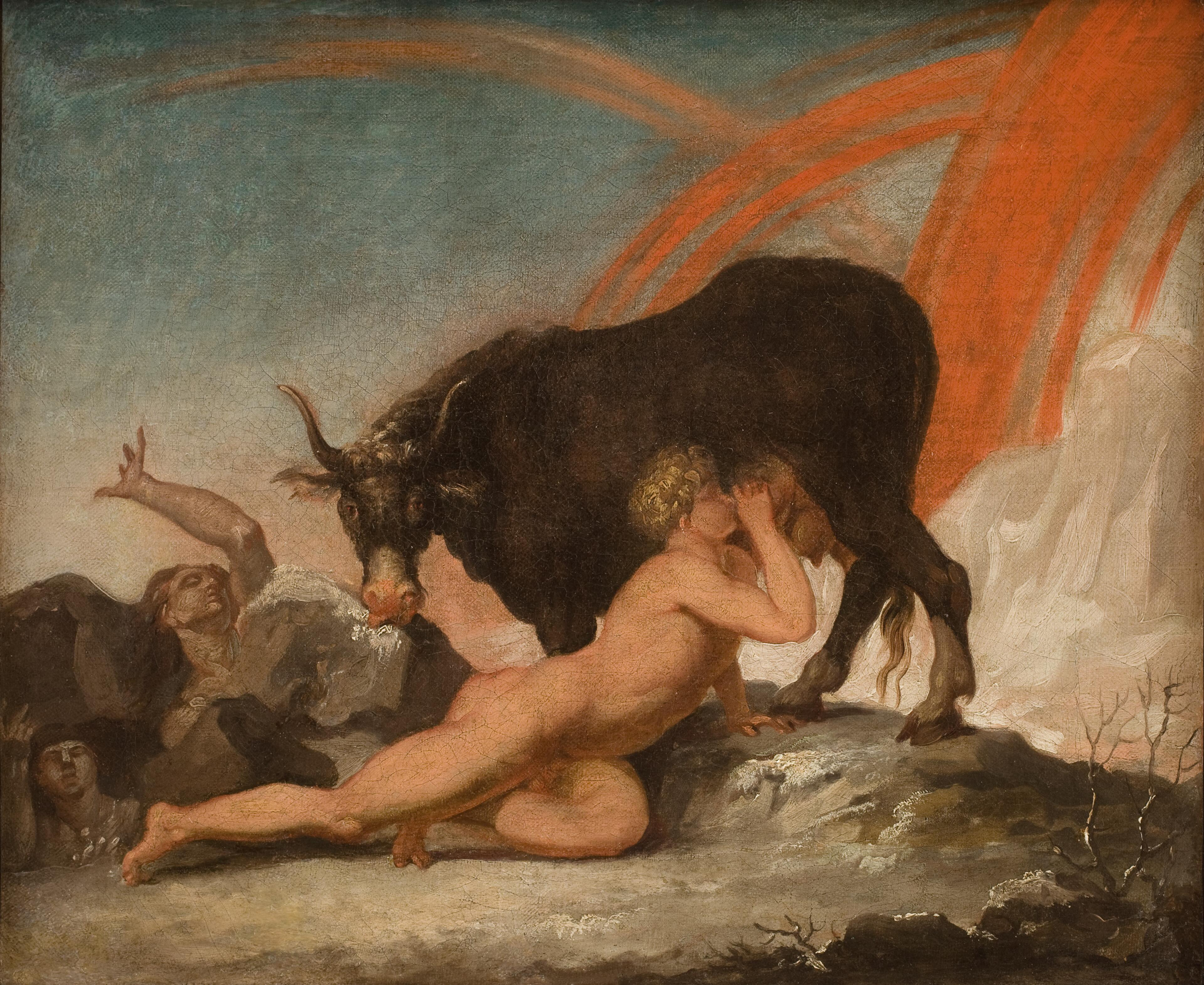

Бури (Búri) — в скандинавской мифологии могучий первочеловек, отец Бора и дед Одина, верховного бога эддических мифов. Имя Бури фигурирует только в истории сотворения мира и происхождения инеистых великанов. Бури, «хорош собою, высок и могуч», возник, когда первородная корова Аудумла лизала покрытые инеем соленые глыбы.
Значение имени Бури точно не определено, есть разные версии. Согласно одной, может означать «кладовая», согласно другой — «сын». «Бури» может означать «источник», «родитель».